# La Chapelle-du-Bard
Pour les articles homonymes, voir La Chapelle.
La Chapelle-du-Bard est une commune française située dans le département de l'Isère, en région Auvergne-Rhône-Alpes.
Ses habitants sont appelés les Chapelains.

## Géographie

### Situation et description
Commune rurale de montagne étagée de 343 m d'altitude au confluent du Bréda et du Bens à 2 561 m d'altitude au Grand Charnier, traversée par le torrent Le Bard et limitée par le ruisseau du Buisson, qui forme la cascade de la Pierre Tombante, et le Bens respectivement côté commune d'Allevard et côté Arvillard en Savoie, tous torrents affluents du Bréda.
Elle est tournée essentiellement vers l'élevage de bovins, la sylviculture avec près de 500 hectares de forêts communales et 700 de forêts domaniales et en commun avec la commune d'Allevard la station de ski du Collet d'Allevard ou plus de 50 pour cent du domaine skiable se trouve sur la commune de La Chapelle-du-Bard (Prérond, le Super Collet).
Quatre arrêtés préfectoraux de protection du biotope (tourbières) ont été pris par le Préfet de l'Isère à la demande de la commune (environ 40 hectares) afin de protéger le patrimoine naturel de la commune. Il est à noter que La Chapelle-du-Bard est la seule commune de Belledonne à avoir pris une position ferme en matière d'environnement.
La Chapelle-du-Bard est située à 38 km de Chambéry et à 45 kilomètres de Grenoble.

### Climat
Pour des articles plus généraux, voir Climat d'Auvergne-Rhône-Alpes et Climat de l'Isère.
En 2010, le climat de la commune est de type climat de montagne, selon une étude du Centre national de la recherche scientifique s'appuyant sur une série de données couvrant la période 1971-2000. En 2020, Météo-France publie une typologie des climats de la France métropolitaine dans laquelle la commune est exposée à un climat de montagne ou de marges de montagne et est dans la région climatique  Alpes du nord, caractérisée par une pluviométrie annuelle de 1 200 à 1 500 mm, irrégulièrement répartie en été. 
Pour la période 1971-2000, la température annuelle moyenne est de 10,7 °C, avec une amplitude thermique annuelle de 19,1 °C. Le cumul annuel moyen de précipitations est de 1 378 mm, avec 9,8 jours de précipitations en janvier et 9 jours en juillet. Pour la période 1991-2020, la température moyenne annuelle observée sur la station météorologique de Météo-France la plus proche, « Saint-Pierre de Soucy », sur la commune de Saint-Pierre-de-Soucy à 8 km à vol d'oiseau, est de 11,5 °C et le cumul annuel moyen de précipitations est de 1 122,4 mm,. Pour l'avenir, les paramètres climatiques de la commune estimés pour 2050 selon différents scénarios d'émission de gaz à effet de serre sont consultables sur un site dédié publié par Météo-France en novembre 2022.

## Urbanisme

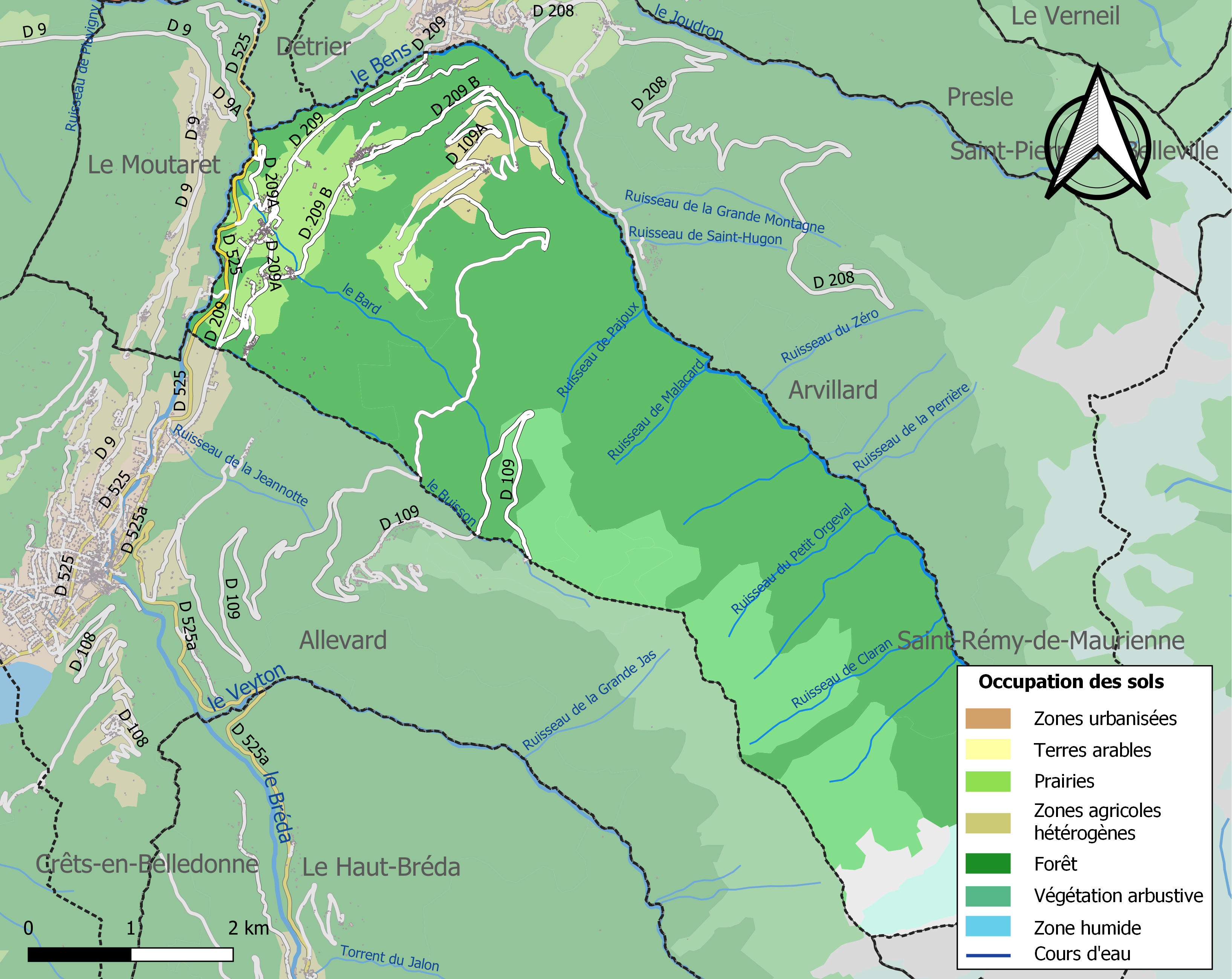
Carte des infrastructures et de l’occupation des sols en 2018 de la commune de La Chapelle-du-Bard

### Typologie
Au 1er janvier 2024, La Chapelle-du-Bard est catégorisée commune rurale à habitat dispersé, selon la nouvelle grille communale de densité à sept niveaux définie par l'Insee en 2022.
Elle appartient à l'unité urbaine d'Allevard, une agglomération inter-départementale regroupant neuf  communes, dont elle est une commune de la banlieue,,. La commune est en outre hors attraction des villes,.

### Lieux-dits, hameaux et écarts
Beauvoir, la Gorge, le Buisson, le Grand Pré, le Mollard, le Pont de Bens, Montgaren, la Curtanne, la Louvière, Sans Repos, Grange Davat, Pré Vieux, Revit, Pré de La Chapelle, le Filament, les Boudanes, les Cavagnates, Plan Baron, la Combe, la Sandre, les Sellières, Pré Darbon, Pré Jenton, Plan Poucet, Pré Sec, les Bugagnières, Maison forestière de Saint Hugon, la Graille, Fraix d'Aval, la Pala, le Bourg, le Plan de Daim, le Coin, le Charvin, Pierre Grosse, Pré Lafleur, Montaulier, Fontaine Froide, l'Etrat, La Francillote, Petit Pré, Mollard Pioulliou.

## Toponymie
Un texte du XIe siècle en latin cite la « capella de barro ». Capella (la chapelle), désigne un lieu conservant la cape ou un morceau de la cape de saint Martin, officier romain et protecteur de la Gaule chrétienne. Barro (Bard) est dérivé d'un mot celte bar, toponyme fréquent en Europe celte : hauteur, mont, barre rocheuse. D'ailleurs à proximité, près de Pontcharra-sur-Bréda, on trouve Barraux et fort Barraux tristement célèbre comme lieu d'internement durant l'occupation nazie.

## Histoire

### Origine
Un peuplement ancien est attesté par l'existence en 121 av. J.-C. à Détrier, commune voisine de Savoie, d'une voie romaine avec une mansio (gite d'étape), ainsi que la découverte en 1861 d'un sarcophage romain en plomb contenant notamment une statuette en bronze dite « Vénus de Détrier », déposée au musée de Chambéry.
La légende prétend qu'à la période des invasions sarrasines, les Maures occupèrent longtemps la montagne car, attaqués par l'évêque guerrier Isarn, ils se réfugièrent dans des lieux inaccessibles, furent contraints d'habiter dans des grottes, des sites à partir desquels ils faisaient des incursions pour se procurer de la nourriture, ravir des femmes et perpétuer leur descendance. Des scientifiques ont appuyé au XIXe siècle ces assertions en se basant sur les toponymes : Morêtel, tombeau du Sarrasin à La Ferrière, Bréda (sous le prétexte que l'on trouve près de Guelma en Afrique-du-Nord une localité appelée Hamman Berda), mais « Bréda » est bien un toponyme celte.

### Moyen Âge
La Chapelle-du-Bard est typique de l'évolution démographique du Moyen Âge (peuplement, essarts, féodalité…) mais n'échappe pas non plus à ses vicissitudes.
Au XIIe siècle  le mandement d'Allevard est vendu au Dauphiné mais jamais payé. Il comprend les paroisses d'Allevard, Saint-Pierre, La Ferrière, Pinsot et La Chapelle-du-Bard. La difficulté d'accès en direction de Grenoble, par Sailles en allant sur Goncelin, firent que les habitants se tournèrent plus aisément vers leurs anciens seigneurs de Savoie et restèrent des Savoyards du Dauphiné et, avant l'annexion de la Savoie en 1860, des Savoyards de France.
On trouve au moins un représentant de la petite noblesse en la personne d'un seigneur Montgaren (Mons Garencus) dont la possession est de fait bien délimitée à ce qui aujourd'hui est le hameau de Montgaren. On peut citer aussi des gentilshommes dont les noms se sont perpétués: Bigot, Blanc, Raffin, Didelle, Genton…
La période des Croisades laissera sa trace. En 1346, profitant de l'absence du seigneur d'Arvillard parti guerroyer en Terre Sainte, le seigneur d'Allevard épouse sa fille. Les Savoisiens indignés, « forts de cent bassinets et de mille archers à pied, avec à leur tête » le prétendant déchu « Humbert le Bâtard », franchissent le Bens, s'engagent dans le Val d'Allevard, arrivent à une portée de flèche des murailles d'Allevard mais battent en retraite non sans avoir incendié quelques maisons et ravagé le territoire de La Chapelle-du-Bard y laissant plusieurs morts. Les familles de ces victimes collatérales des croisades furent indemnisées contre espèces sonnantes et trébuchantes.
En 1427 la peste touche la paroisse qui compte alors 82 feux, tuant cette année-là 140 personnes. En 1428, sur le mandement d'Allevard (environ 5 400 habitants), elle tue 400 personnes. En 1439, la paroisse perd 100 habitants (soit près de 280 morts sur 492 habitants). À Montgaren, les morts furent ensevelis au lieu-dit de la Combe. À titre indicatif, à Saint-Pierre, sur 317 feux : plus de 1 200 morts, à Allevard sur 298 feux : plus de 1 200 morts, à La Ferrière: 93 feux et plus de 260 morts et Pinsot avec 73 feux comptera plus de 180 morts. En 1630, avec le retour des armées d'Italie, c'est un nouvel épisode de peste, mais moins meurtrier.

#### Temps modernes
Sous le règne de Louis XIV, un traité entre la France et la Savoie, signé du Roi Soleil lui-même, précise que « la rivière Bens forme la frontière, la chartreuse de Saint-Hugon est en Savoie et le village de Montgaren en royaume de France »[réf. non conforme]. L'annexion en 1860 simplifiera grandement les relations qui s'étaient entretenues au cours des siècles entre les deux populations. Elle fit aussi de fait disparaitre les douaniers fortement implantés à Montgaren.
Les relations entre les habitants de la paroisse et leurs voisins, les puissants moines de la chartreuse de Saint-Hugon, située sur la rive droite du Bens, ont toujours été difficiles. « Les Savoisiens n'osèrent pas commettre un acte de rébellion envers leurs seigneurs directs en suscitant procès aux moines, mais les Allevardins qui étaient doués de plus de turbulence et nourrissaient une aversion profonde contre le couvent, s'ingénièrent pendant six siècles à faire mouvoir les ressorts quelques fois déloyaux, à inventer des litiges pour exproprier Saint-Hugon de la plus belle partie de son patrimoine. La jalousie commença à se manifester dans le courant de l'année 1290 avec les habitants des paroisses de La Chapelle-du-Bard et de Montgaren ». Aussi, en 1792, les Chapelains ne virent pas d'un mauvais œil l'entrée en Savoie des armées de la République qui chassèrent les Chartreux. La vindicte poursuivra les moines après leur départ et fera là aussi des victimes collatérales. Les habitants de Montgaren accusés à juste titre, par un garde forestier du hameau, de couper les forêts des Chartreux devenues biens nationaux, s'employèrent à le faire accuser de sorcellerie. Le tribunal révolutionnaire de Grenoble rendit justice au fonctionnaire de l'État, sanctionna les habitants fautifs et marqua sans doute un des derniers procès pour sorcellerie de l'Histoire moderne. La légende qui entoure les Chartreux ne laisse pas insensible : dans les années 1960, Joseph Navizet, ancien combattant de la Grande Guerre, concessionnaire de la mine d'or des Chartreux, se rendait chaque dimanche, à pied, sac au dos, sur le terrain pour rechercher le filon que les moines auraient dissimulé à l'arrivée des révolutionnaires français. Depuis 1979, l'ancienne chartreuse est occupée par des moines bouddhistes (Institut Karma Ling).

### Époque contemporaine
18 juin 1815, l'Empire s'effondre avec la défaite de Waterloo, les troupes françaises stationnées à L'Hôpital et Conflans qui deviendront Albertville, battent a plate couture l'armée sarde puis le lendemain l'armée autrichienne. Le retrait des Français entrainera des représailles sur la population civile et l'occupation entre autres de la Chapelle du Bard, occupation qui laissera un mauvais souvenir aux Chapelains.
Le XIXe siècle connaitra un essor de peuplement rural et une industrialisation favorisée par la force motrice fournie par l'eau, l'existence de mines de fer et une population travailleuse marquée par le souvenir des guerres de l'Empire en Crimée et en Italie. Un Chapelain du hameau de Montgaren, le gendarme Raffin-Pernet de la Compagnie des Hautes Alpes fit partie de la première promotion de la Médaille militaire instaurée par l'Empereur Napoléon III en 1852. L'Annexion de la Savoie en 1860 marquera le déclin démographique de la commune avec le départ des troupes de frontière, des douaniers et de leurs familles.
La Première Guerre mondiale marqua un tournant dans la vie de la commune avec 31 morts au Champ d'Honneur pour 690 habitants en 1911 soit une moyenne supérieure(4,4 %)  à celle de la France (3,4 %). Un déclin démographique s'installe ainsi durablement, accentué par l'exode rural conséquence de l'industrialisation du pays. En 1962, des chiffres, qu'il convient de consolider, font état de 380 habitants et en 1982 de seulement 295 habitants.

### Fer et charbon
L'histoire de la communauté est très fortement liée à celle de l'extraction et au travail du fer. Pendant longtemps, cette production de fer de qualité se faisait au seul bénéfice des religieux chartreux de Saint-Hugon, puis, à partir du XVIIe siècle surtout, de quelques « sidérurgistes » indépendants, souvent d'origine bergamasque ou piémontaise (ici la famille Alesina).
Le premier martinet du Pont-de-Bens travaillant le fer produit en bas fourneau à partir de la mine douce, sera édifié vers 1450 par un marchand d'Allevard nommé Nicolas des Saints.
Le premier haut fourneau mentionné sur le territoire de la Chapelle-du-Bard date de 1614. Il appartenait à une branche de la famille de Morard de La Bayette, issue de la famille d'Arces, qui donnera quelques célébrités dont l'amiral Justin Bonaventure Morard de Galles et le général Charles Morard de La Bayette de Galles. Peu après, en 1643, les comptes de châtellenie signalent que 5 martinets sont en activité au Pont-de-Bens. À cette époque, les exploitants de martinets étaient très riches : « le fer qui se bat et ouvre audict martinet de Bens est en grande quantité pour ce que ledit Nicolas de Sens (sic) et ses compagnons audict martinet sont riches et puissants ».
Jusqu'au départ des moines à la Révolution, les conflits seront donc très violents et fréquents entre les religieux, les « indépendants » et la population des hameaux pour des délits de dépaissance et des problèmes de propriété ou de limites de forêts, essentielles pour l'exploitation et la production du charbon de bois nécessaire aux fourneaux et aux forges.
En 1724, lors de l'enquête de la réformation des forêts, et par la voix de leur consul moderne, Tissot, les habitants de La Chapelle du Bard iront jusqu'à accuser, devant le procureur de la Chartreuse, Dom Chaney, les Chartreux de Saint-Hugon de fabriquer, avec les charbons des bois qui leur ont été dérobés dans les forêts du roi de France, des grenades pour l'armée savoyarde alors en guerre contre les… soldats de Sa Majesté.
Un texte de 1822 aux archives des forges d'Allevard donne les vraies raisons de ces « guerres sidérurgiques » : « La politique des divers propriétaires fut toujours d'acquérir les usines qui consommaient trop de charbon pour les anéantir et aussi de devenir propriétaire exclusif de la plupart des bois du pays, soit pour faire tomber les autres établissements faute de combustible, soit pour aménager par une meilleure administration ces bois dont dépendait la prospérité de leur usine et, par une suite naturelle, celle du pays dont la population se compose presque en entier de mineurs et de charbonniers ».
Dans leur recherche de nouvelles énergies pour fournir le haut fourneau d'Allevard, les mineurs de M. de Barral trouveront, près du ruisseau, au-dessus du hameau du Buisson, une mine de plomb et un filon de houille, hélas peu exploitables car trop faibles.
La Chartreuse de Saint-Hugon exploitera également, sur le territoire de la Chapelle du Bard, dans la montagne entre le Bens et le Veyton près du lieu-dit Malaca (ou Malacar), des mines de cuivre transformées sur place. Cette exploitation, initiée par le prieur Dom Dupré s'avérant peu rentable, cessera à la fin du XVIIIe siècle.

### Le bruit des taillanderies
En 1725, une enquête des émissaires du roi signale qu'il existe, sur La Chapelle-du-Bard, six martinets, une martinette et deux scieries au bord du Bens appartenant aux familles Charfas, Alésina, Grasset, Rouyer, Prater et Lacroix, exploitants indépendants.
Avocat consistorial au Parlement de Grenoble, Alexis-François Pison du Galand, dans son voyage en Tarentaise et Savoie en 1788, parle du Pont-de-Bens : « On voit quantité de forges ou martinets dispersés çà et là soit dans le hameau même, soit aux environs, et les propriétaires de ce commerce du fer, qui sont presque tous du lieu d'Arvillars passent pour très entendus, laborieux et commodes. ».
En 1815 le répertoire des usines métallurgiques du royaume indique qu'il y a encore, en activité de façon permanente, quatre forges au Pont-de-Bens : celles d'Antoine Milan, de Joseph Raget, de François Alesina (Avelinas) et de Claude Grasset. Le territoire de la commune abritera encore, jusqu'en 1890, au moins trois usines sidérurgiques, en particulier celle de MM. Leborgne, au Pont-de-Bens, et la taillanderie de M. Clérin, un maître de forges particulièrement éclairé d'origine lorraine, dite « les forges du Bréda » au bord du torrent du même nom. Cette dernière usine sera, par la suite, exploitée par la famille Gremen jusqu'aux années 1970 pour la production de petit outillage pour le terrassement, la maçonnerie et l'agriculture. La taillanderie Leborgne, célèbre pour la fabrication d'outils de grande qualité, quittera peu à peu son site historique pour s'installer (à partir de 1890) à quelques centaines de mètres de là, sur le territoire d'Arvillard, en Savoie proche.
En 1898, les forges du Pont-de-Bens emploient encore plus de 200 ouvriers taillandiers travaillant sur trente marteaux à came actionnés par une force hydraulique de 600 à 800 ch fournie par les eaux du Bens. L'ensemble constitue, si l'on y ajoute les forges Clérin - entre 100 et 120 ouvriers - après les forges d'Allevard et ses 700 ouvriers, la deuxième grande concentration de la taillanderie du canton, l'une des plus importantes de France et un exemple remarquable et la préfiguration de ce que les économistes appellent un système productif local (SPL) selon lesquels le travail en symbiose des unités de production et l'enracinement au pays de leurs travailleurs, dans un environnement précis à proximité de leurs domiciles et de leurs fermes, sont les conditions d'une vie équilibrée et d'un travail en usine créatif et bien mené. Les paysans-ouvriers sont, dans ces conditions, les « metteurs au point », les fabricants valorisés et les premiers utilisateurs privilégiés de leurs propres produits, dont ils peuvent saisir immédiatement à l'usage les qualités et les défauts, loin des conditions faites aux ouvriers - anciens paysans déracinés - des grands ensembles industriels soumis aux règles uniquement productivistes du taylorisme.
Aux forges du Bréda, société de Jules Clérin et fils, associée à partir de 1933 à MM. Gremen et Tavel, l'organisation du travail prévoit les temps libérés pour les travaux des champs des paysans-ouvriers et une adaptation des horaires de travail en fonction des grosses chaleurs ou des grands froids. Grâce à la proximité de la gare PLA de La Chapelle, cette société, qui commercialise ses fabrications sous les noms « Bréda » et « Nilrec » (anagramme de Clérin), peut diffuser largement ses produits dans les meilleurs délais. À son catalogue général figurent également, dans les années 1930, plus de 850 numéros de types d'outils différents de contrées lointaines, souvent forgés ou usinés à partir de schémas et données pratiques fournies avec précision par les clients aux commerciaux de la société. À la Maison des forges et moulins de Pinsot figurent par exemple des « piochons à huitres pour les ostréiculteurs de l'île de Ré » ou des « picoussins pour les releveurs de liège du massif de l'Esterel », aux antipodes des outillages standard souvent inadaptés.

## Politique et administration

### Liste des maires
| Période                                  | Période  | Identité             | Étiquette | Qualité                          |
| ---------------------------------------- | -------- | -------------------- | --------- | -------------------------------- |
| avant 1981                               | ?        | Philippe Baille      | SE        |                                  |
| 1995                                     | 2001     | Lucien Gex           | SE        |                                  |
| 2001                                     | 2008     | Martin Koenig        | SE        |                                  |
| 2008                                     | 2014     | Claude Vannuffelen   | SE        |                                  |
| 2014                                     | 2022     | Michel Bellin-Croyat | SE        | Retraité de la Fonction publique |
| 2022                                     | En cours | Karim Chamon         | SE        | Directeur de centre de loisirs   |
| Les données manquantes sont à compléter. |          |                      |           |                                  |

## Population et société

### Démographie
L'évolution du nombre d'habitants est connue à travers les recensements de la population effectués dans la commune depuis 1793. Pour les communes de moins de 10 000 habitants, une enquête de recensement portant sur toute la population est réalisée tous les cinq ans, les populations de référence des années intermédiaires étant quant à elles estimées par interpolation ou extrapolation. Pour la commune, le premier recensement exhaustif entrant dans le cadre du nouveau dispositif a été réalisé en 2006.

En 2022, la commune comptait 536 habitants, en évolution de −4,96 % par rapport à 2016 (Isère : +3,07 %, France hors Mayotte : +2,11 %).
| 1793 | 1800 | 1806  | 1821  | 1831  | 1836  | 1841  | 1846  | 1851  |
| ---- | ---- | ----- | ----- | ----- | ----- | ----- | ----- | ----- |
| 978  | 985  | 1 107 | 1 121 | 1 277 | 1 313 | 1 332 | 1 378 | 1 221 |

| 1856  | 1861  | 1866  | 1872  | 1876 | 1881 | 1886 | 1891 | 1896 |
| ----- | ----- | ----- | ----- | ---- | ---- | ---- | ---- | ---- |
| 1 165 | 1 096 | 1 056 | 1 018 | 948  | 922  | 917  | 844  | 789  |

| 1901 | 1906 | 1911 | 1921 | 1926 | 1931 | 1936 | 1946 | 1954 |
| ---- | ---- | ---- | ---- | ---- | ---- | ---- | ---- | ---- |
| 750  | 729  | 690  | 558  | 550  | 513  | 485  | 471  | 430  |

| 1962 | 1968 | 1975 | 1982 | 1990 | 1999 | 2006 | 2011 | 2016 |
| ---- | ---- | ---- | ---- | ---- | ---- | ---- | ---- | ---- |
| 378  | 351  | 314  | 295  | 346  | 426  | 471  | 525  | 564  |

| 2021 | 2022 | - | - | - | - | - | - | - |
| ---- | ---- | - | - | - | - | - | - | - |
| 552  | 536  | - | - | - | - | - | - | - |

### Enseignement
La commune est rattachée à l'académie de Grenoble.
Ecole de la Louvière (de la petite section au Cm2).

### Cultes
La communauté catholique et l'église paroissiale de La Chapelle-du-Bard (propriété de la commune) relève de la paroisse Saint-Éloi qui est rattachée au diocèse de Grenoble.

## Culture locale et patrimoine

### Patrimoine religieux
- Église romane Saint Blaise, tombes remarquables de deux maîtres des forges : Le Borgne et Clérin

### Patrimoine civil

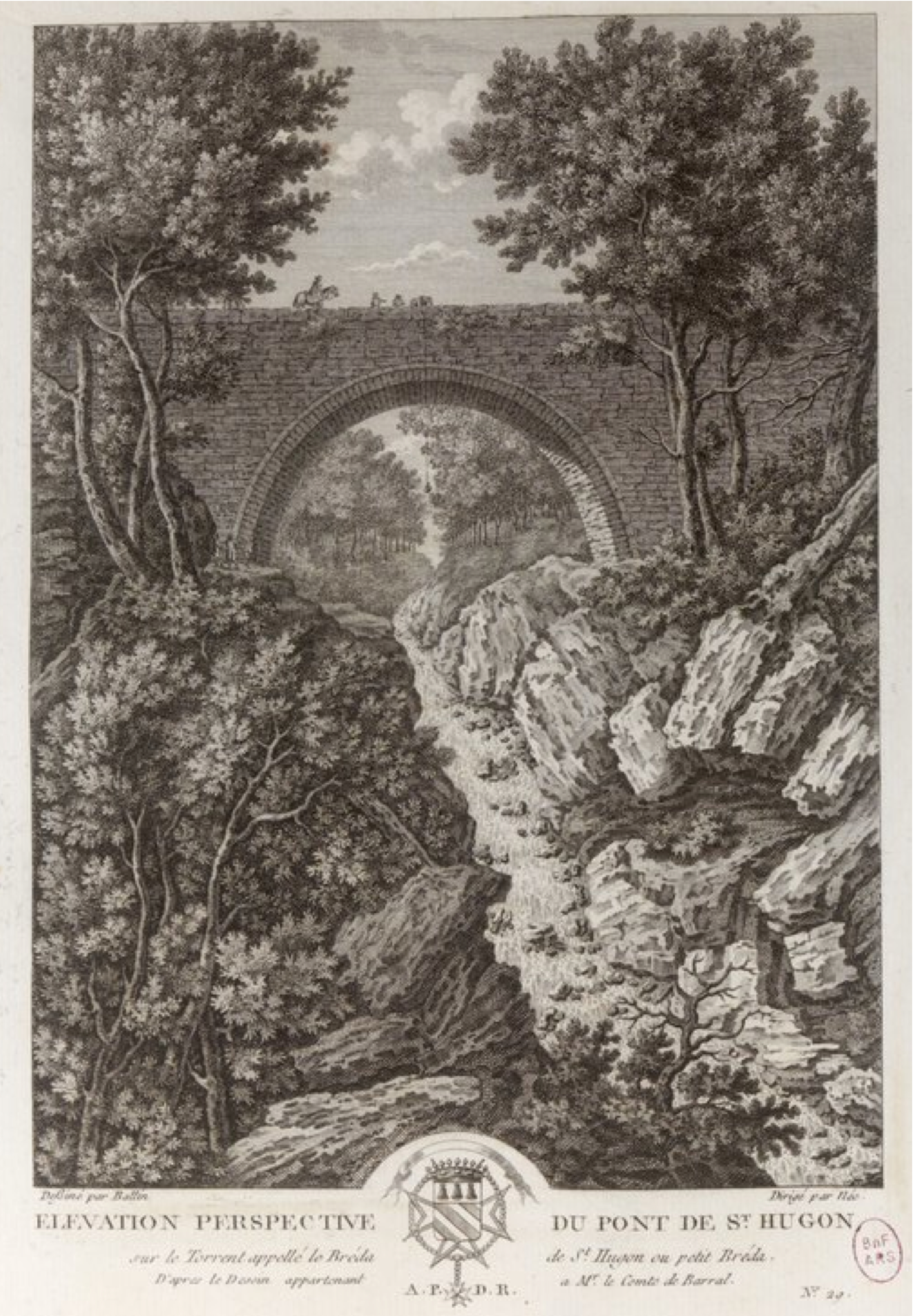
Le pont du Diable gravé en 1780 environs.

Pont du Diable ou pont de Saint Hugon

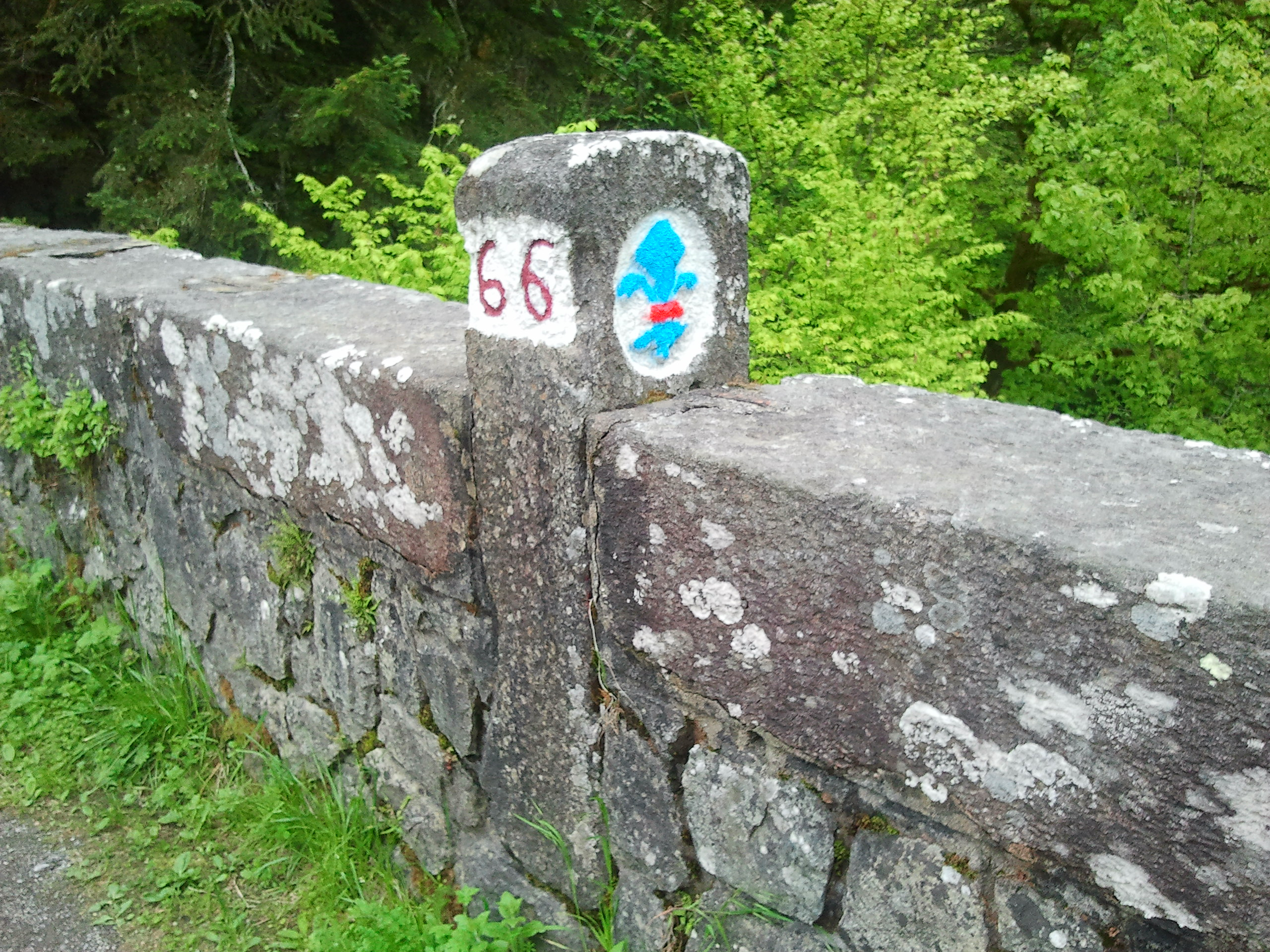
Borne frontière n°66 datant de 1823 au milieu du pont de Saint Hugon, séparant l'ancien duché de Savoie au royaume de France

Ce pont, qui surplombe le Bens (torrent, affluent du Bréda) d'une hauteur de 66 mètres, présente la particularité d'être une liaison entre l'ancien duché de Savoie (royaume de Piémont-Sardaigne) et la France (département de l'Isère). Une borne en granit, placée sur le tablier du pont, au milieu, présente côté Savoie, une version gravée (et symbolisée) de la Croix de Savoie, et côté Isère, une version gravée (et symbolisée) d'une fleur de lys ainsi que le chiffre 66. Cette borne datant de 1823 fait partie des 93 bornes frontières (numérotées de 1 à 93) qui séparaient l'ancien duché de Savoie au royaume de France. Elles ont été placées en 1822 et 1823.

Ce pont, appelé « Pons Sancti Hugonis » (pont de Saint Hugon) aurait été construit entre les années 1300 et 1400, entre les communes de La Chapelle-du-Bard (Isère) et Arvillard (Savoie), vraisemblablement initié par les moines Chartreux de l'ordre de Saint Bruno, qui occupaient le couvent de la chartreuse de Saint-Hugon, côté Arvillard. La réfection de ce pont date des années 1820 (date figurant sur la borne au milieu du pont, côté Bens amont, elle indique 1823).
Le haut fourneau de Saint-Hugon-IsèreSur la rive gauche du Bens formant limite entre Savoie et Isère, on peut voir les ruines impressionnantes, sur deux hectares environ - four à griller le minerai, halde, halle à charbons, regraine, béalière, base du four - du haut fourneau de Saint-Hugon, côté « France » c'est-à-dire côté Isère après le rattachement de la Savoie à la France, établi ici sur l'emplacement d'un ancien fourneau cartusien, en 1819 par MM. Jacques Milleret, sidérurgiste, industriel et banquier ; Emile Gueymard, ingénieur des mines à Grenoble et Louis-Antoine Beaunier directeur de l'école des mines de Saint-Étienne et aciériste. Ce fourneau, dont le projet initial, datant de 1794, sous la Révolution et après le départ des moines, était financé par le banquier Claude Perier de Vizille et confié à l'administration d'une société placée sous la responsabilité des administrateurs des départements de l'Isère et du Mont-Blanc. Il devait fournir la fonte nécessaire à la fabrique de canons de fusils de Grenoble. Sous la Restauration, le nouveau fourneau aurait dû fonctionner alternativement, sous la responsabilité d'Achille Chaper, avec celui de Pinsot dans la vallée voisine. Il était alors considéré comme l'un des plus modernes de France. Il sera racheté et mis en non-activité, faute de charbons de bois, par les forges d'Allevard en 1842.

### Patrimoine naturel
- la cascade de Pierre Tombante[1]
- la forêt de Saint-Hugon
- ZNIEFF de la tourbière du cirque du lac du Collet
- ZNIEFF de la tourbière des Plagnes

### Personnalités liées à la commune
- La famille Leborgne, apparentée au général comte Benoît de Boigne de Chambéry, exploite le haut fourneau de Saint-Hugon côté Savoie (dès 1829) et les taillanderies du Pont de Bens à partir de 1850.

### Héraldique
| Blason de La Chapelle-du-Bard | Blason  | Tiercé en pairle renversé : au 1er de sinople à deux haches de bûcheron d'argent, emmanchées d'or et passées en sautoir, au 2e d'or à une enclume de sable surmontée de deux marteaux du même, celui de dextre posé en barre et celui de senestre en bande, les tables tournées vers l'enclume, au 3e de gueules à trois bandes d'argent et à un loup (marchant) de tenné, langué de gueules, allumé d'argent et brochant.                                          |
| Blason de La Chapelle-du-Bard | Détails | Les deux haches entrecroisées évoquent la sylviculture. Les deux marteaux et l'enclume, pour les forges, rappellent que le travail du fer – encore présent sur la rive droite du Bens – remonte aux Allobroges et se poursuit depuis vingt-cinq siècles. Le loup est un attribut de saint Blaise, patron de la paroisse. Enfin, les bandes blanches et rouges sont celles des Barral, seigneurs de la contrée et eux aussi maîtres de forges. Adopté en avril 2018. |